# Territoire de Belfort
Territoire de Belfort (oznaka 90) je francoski departma v regiji Franche-Comté.

## Zgodovina
Departma je bil ustanovljen leta 1922 iz dela ozemlja nekdanje pokrajine Alzacije, ki je po frankfurtskem mirovnem sporazumu leta 1871 ostal znotraj Francije, medtem ko je preostali del Alzacije prešel k Nemčiji. Ozemlju je bila prizanešena aneksija zaradi francosko govorečih ljudi, ki tam živijo, v nasprotju s preostalim ozemljem, kjer govorijo nemško.

## Geografija
Territoire de Belfort (ozemlje Belfort) je s površino 609 km² peti najmanjši departma (za departmaji v regiji Île-de-France) in leži v regiji Franche-Comté ob meji s Švico. Na zahodu meji na departmaja Doubs in Haute-Saône, na severu na lorenske Vogeze, na vzhodu na alzaški Gornji Ren, medtem ko na jugu meji na švicarski kanton Juro. 